# Dipcadi susianum
Dipcadi susianum là một loài thực vật có hoa trong họ Măng tây. Loài này được (Nábelek) Wendelbo mô tả khoa học đầu tiên năm 1962.